# 합일족

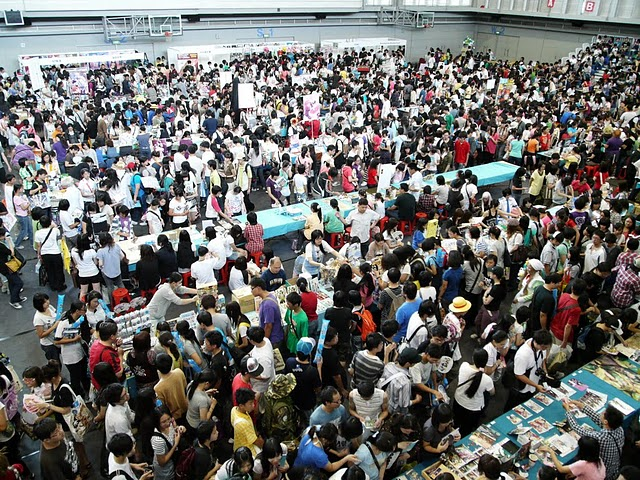
펑지아 대학(逢甲大學) 체육관의 동인지 즉매회에 모인 합일족

합일족(중국어 정체자: 哈日族, 병음: Hārìzú)은 일본의 대중문화에 호의를 가진 중화민국의 타이완인 젊은층을 총칭한다.

## 개요
주로 일본의 애니메이션, J-pop, 패션, 전자제품 등 일본에서 유행하는 문화에 관심이 있는 젊은층을 가리킨다. 중화민국에서 만들어진 단어이지만, 최근에는 중화인민공화국, 홍콩, 마카오 등 다른 중화권에서도 통용되고 있다. 친일파와 달리 '일본에 대해 호의를 가진 사람'이라는 의미의 단어로 사용되고 있다. 합일족의 범위는 일본에서 유행하는 문화나 패션에 그치지 않고 일본의 전통 문화도 포함하고 있다. 또한 어떤 사람이 하나의 일본 사물에 빠지면 '흔합일(중국어 정체자: 很哈日)'이라고 부른다.
중화민국에서의 합일족은 대만일치시기에 일본어 교육을 받은 본성인이 아니라, 주로 젊은층을 가리키는 단어로 사용되고 있다.
합일족은 성지라고 불리는 시먼딩에서 일본에서 유행하는 옷과 장신구, 휴대전화 고리 등을 대량으로 구입하고, 일본의 유행 잡지를 참고하고, 일본의 화장술을 공부한다.
더 깊이 일본에 대해 파고드는 합일족은 지일파라고 부른다. 지일파는 일본어 구사 능력이 높고, 높은 수준의 일본 문화와 정신 등을 참고한다. 예를 들어 정기적으로 일본의 온천 등에 여행을 가거나, 일본 서적, 신문, 잡지 등을 읽고, 일본의 정치와 경제를 공부한다.

## 유래
'합(중국어 정체자: 哈)'은 영어의 'Hot'을 타이완어로 변환한 것으로, '어떤 일에 감정을 가지고 원하며, 좋아해서 참지 못하는' 의미에서 사용되어 유래가 되고 있다.

## 역사
타이완 섬은 대만일치시기를 거치면서 일본의 문화가 큰 영향력을 가지게 되었다. 제2차 세계 대전 이후 중국 국민당 정부는 동원감란시기 임시조관과 계엄령으로 일본의 텔레비전 드라마와 영화를 규제했지만, 서적과 만화 등이 중화민국의 청소년들에게 영향을 주었다.
다음 사진들은 1951년에 일본의 마이니치 신문사의 기자가 타이베이시를 촬영한 사진으로, 전쟁 직후 국민당 정부의 규제에도 불구하고 일본 문화의 영향이 짙게 남아있던 것을 볼 수 있다.

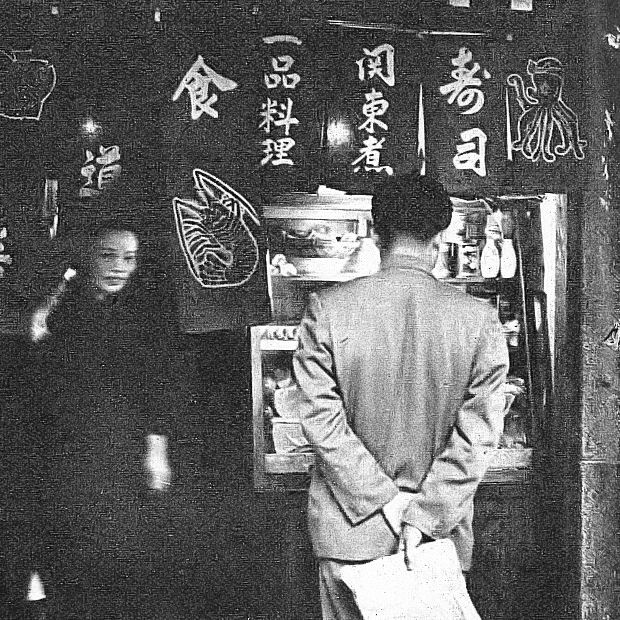
이자카야. 초밥(寿司), 오뎅(関東煮) 등 일식 메뉴가 걸려 있다.
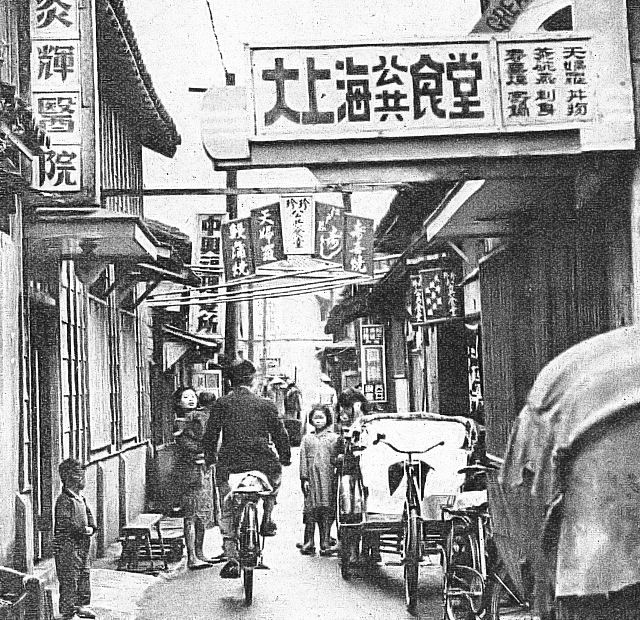
골목. '대상해공공식당(大上海公共食堂)'이라는 중국어로 된 식당 간판 옆에는 덴푸라(天婦羅), 돈부리(丼物), 사시미(刺身) 등 일식 메뉴가 적혀 있다.
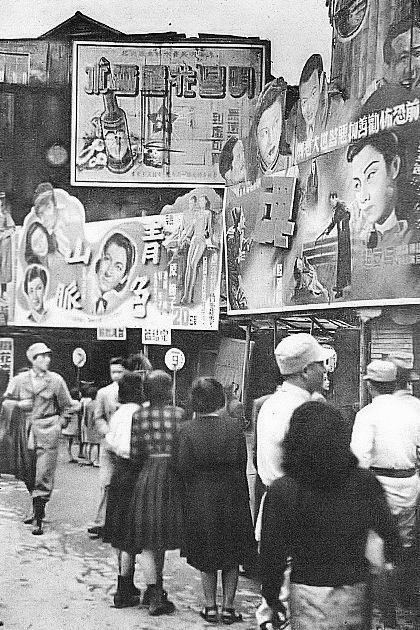
번화가. 영화관의 간판으로 세워진 《푸른 산맥(青色山脈, 青い山脈)》이라는 일본 영화가 상영되고 있다.
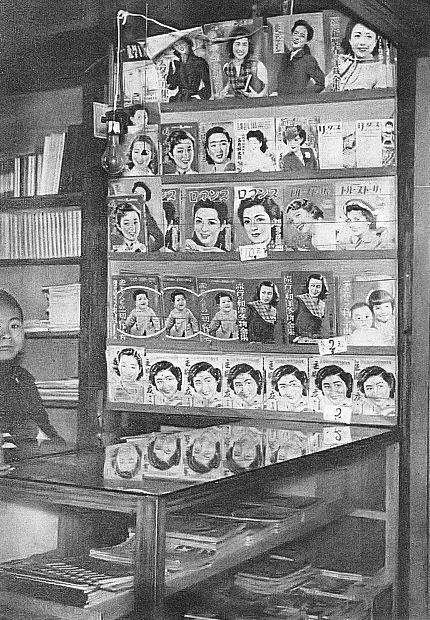
서점. 《로맨스(ロマンス)》, 《트루 스토리(トルー・ストーリィ)》 등의 일본어 잡지가 진열되어 있다.

계엄령 해제 이후 리덩후이 총통에 의한 민주화의 흐름 속에서 1988년에 파라볼라 안테나의 설치가 허용되어, NHK 위성 방송 등 일본의 영화와 텔레비전 드라마에 대한 규제가 풀리면서 더 쉽게 합일족이 될 수 있게 되었다.

## 참고 문헌
- 哈日杏子, 『哈日杏子のニッポン中毒―日本にハマッた台湾人 トーキョー熱烈滞在記』, 2001년 1월, 쇼가쿠칸, ISBN 978-4-09-387334-5
- 사카이 도루, 『哈日族 -なぜ日本が好きなのか』, 2004년 5월, 고분샤(일본어: 光文社), ISBN 978-4-334-03248-7

## 같이 보기
- 오타쿠
- 일류
- 친일
- 한류 (문화)
- 화류